# Nayla Farouki
Nayla Farouki est une professeure et essayiste française d'origine libanaise.
Elle a enseigné pendant longtemps la philosophie, l'histoire des sciences et la culture générale dans de nombreuses universités en France et au Liban avant de se lancer dans l'édition. Elle a codirigé avec Michel Serres la collection « Dominos » chez Flammarion, ainsi que divers ouvrages collectifs dont Le Trésor (dictionnaire des sciences), et Les progrès de la peur aux éditions Le Pommier.  
Elle a écrit deux ouvrages pour la collection « Dominos » : La Relativité (1993) et La Métaphysique (1995). Ses principaux livres sont La Foi et la Raison (1996) paru aux éditions Flammarion et Les deux Occidents (2004) aux éditions Les Arènes.
Elle est conseiller scientifique auprès du Commissariat à l'énergie atomique (CEA) à Grenoble depuis 2008.